# Leichtathletik-Europameisterschaften 2006/4 × 400 m der Männer

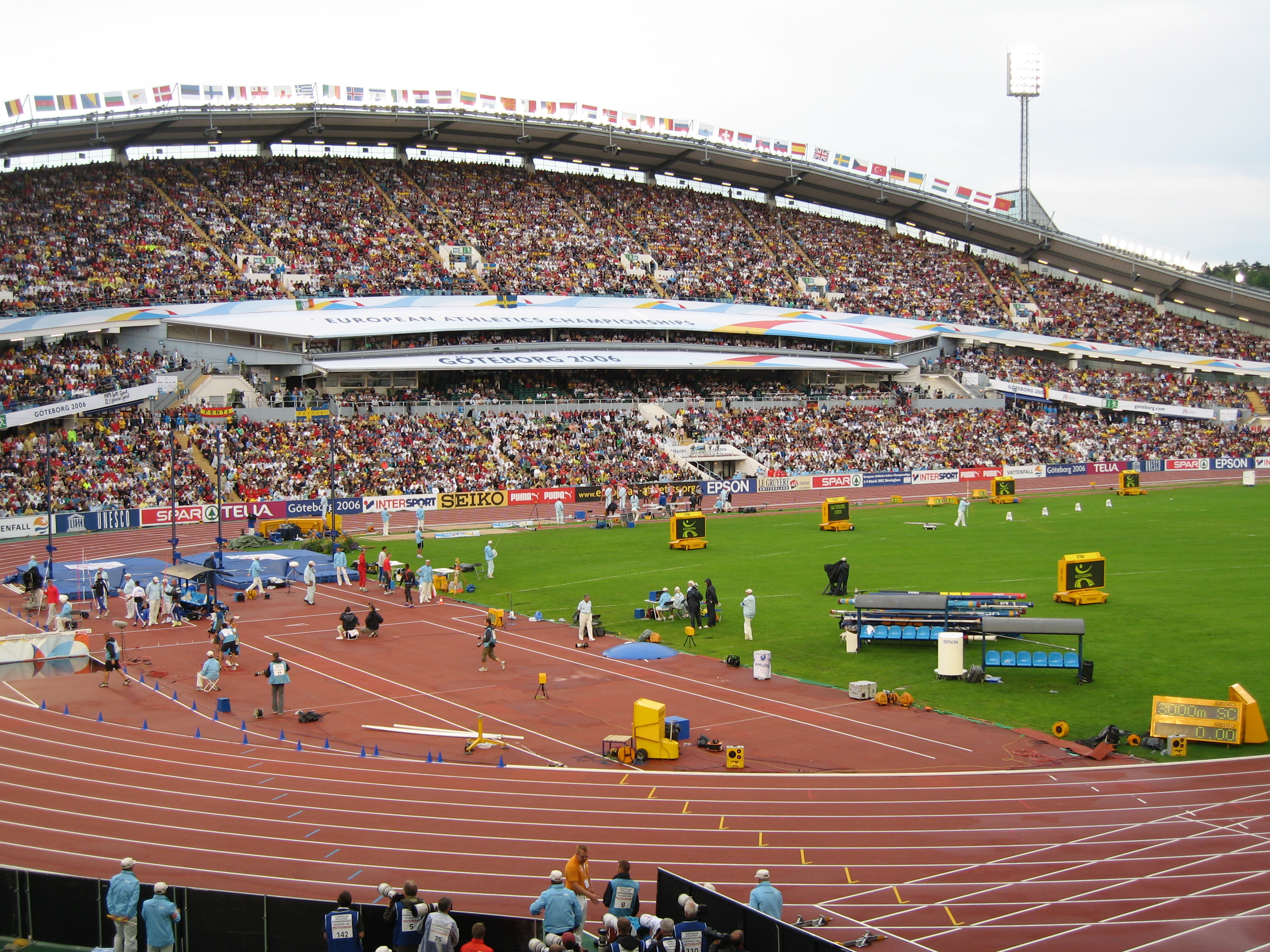
Das Ullevi-Stadion in Göteborg während der Europameisterschaften 2006

Die 4-mal-400-Meter-Staffel der Männer bei den Leichtathletik-Europameisterschaften 2006 wurde am 12. und 13. August 2006 im Ullevi-Stadion der schwedischen Stadt Göteborg ausgetragen.
Europameister wurde Frankreich in der Besetzung Leslie Djhone (Finale), Ydrissa M’Barke, Naman Keïta und Marc Raquil (Finale) sowie den im Vorlauf außerdem eingesetzten Brice Panel und Abderrahim El Haouzy. Den zweiten Platz belegte Großbritannien (Robert Tobin, Rhys Williams, Graham Hedman, Timothy Benjamin). Bronze ging an Polen mit Daniel Dąbrowski, Piotr Kędzia, Piotr Rysiukiewicz und Rafał Wieruszewski sowie dem im Vorlauf außerdem eingesetzten Marcin Marciniszyn.
Auch die nur im Vorlauf eingesetzten Läufer erhielten entsprechendes Edelmetall.

## Bestehende Rekorde
| Weltrekord           | 2:54,29 min | USA (Andrew Valmon, Quincy Watts, Harry Reynolds, Michael Johnson)       | WM Stuttgart, Deutschland | 22. August 1993   |
| Europarekord         | 2:56,60 min | Großbritannien (Iwan Thomas, Jamie Baulch, Mark Richardson, Roger Black) | OS Atlanta, USA           | 3. August 1996    |
| Meisterschaftsrekord | 2:58,22 min | Großbritannien (Paul Sanders, Kriss Akabusi, John Regis und Roger Black) | EM Split, Jugoslawien     | 1. September 1990 |

Der bestehende EM-Rekord wurde bei diesen Europameisterschaften nicht erreicht. Die schnellste Zeit erzielte Europameister Frankreich im Finale mit 3:01,10 min, womit das Quartett 2,88 s über dem Rekord blieb. Zum Europarekord fehlten 4,50 s, zum Weltrekord 6,41 s.

## Vorrunde
18. August 2006, 17:35 Uhr
Die Vorrunde wurde in zwei Läufen durchgeführt. Vorgesehen war, dass sich die ersten drei Staffeln pro Lauf – hellblau unterlegt – sowie die darüber hinaus zwei zeitschnellsten Teams – hellgrün unterlegt – für das Finale qualifizieren. Auf dem achten Rang gab es allerdings eine Zeitgleichheit zweier Staffeln aus unterschiedlichen Vorläufen. Da neun Bahnen zur Verfügung standen, wurden beide Teams zum Finale zugelassen, sodass dort schließlich neun Mannschaften an den Start gingen.

### Vorlauf 1
12. August 2006, 15:30 Uhr
| Platz | Staffel      | Besetzung                                                                     | Zeit (min) |
| ----- | ------------ | ----------------------------------------------------------------------------- | ---------- |
| 1     | Deutschland  | Kamghe Gaba Florian Seitz Ruwen Faller Bastian Swillims                       | 3:03,25    |
| 2     | Polen        | Piotr Kędzia Piotr Rysiukiewicz Marcin Marciniszyn (Vorlauf) Daniel Dąbrowski | 3:03,49    |
| 3     | Rumänien     | Vasile Boboş Florin Suciu Cătălin Câmpeanu Ioan Vieru                         | 3:04,23    |
| 4     | Spanien      | David Melo David Testa Salvador Rodríguez Santiago Ezquerro                   | 3:04,71    |
| 5     | Italien      | Claudio Licciardello Edoardo Vallet Luca Galletti Gianni Carabelli            | 3:05,53    |
| 6     | Griechenland | Dimítrios Grávalos Dimítrios Régas Padelís Melahrinoúdis Periklís Iakovákis   | 3:05,59    |
| 7     | Tschechien   | Filip Klvaňa Jiří Vojtík Vojtěch Šulc Michal Uhlík                            | 3:06,14    |

### Vorlauf 2
12. August 2006, 15:39 Uhr
| Platz | Staffel        | Besetzung                                                                        | Zeit (min) |
| ----- | -------------- | -------------------------------------------------------------------------------- | ---------- |
| 1     | Großbritannien | Robert Tobin Rhys Williams Graham Hedman Timothy Benjamin                        | 3:02,51    |
| 2     | Russland       | Konstantin Swetschkar Iwan Busolin (Vorlauf) Alexander Larin Jewgeni Lebedew     | 3:03,73    |
| 3     | Frankreich     | Brice Panel (Vorlauf) Ydrissa M’Barke Abderrahim El Haouzy (Vorlauf) Naman Keïta | 3:03,87    |
| 4     | Irland         | Paul McKee Brian Doyle David Gillick David McCarthy                              | 3:04,59    |
| 5     | Ukraine        | Olexij Ratschkowskyj Andrij Twerdostup Witalij Dubonossow Jewhen Sjukow          | 3:04,71    |
| 6     | Norwegen       | Morten Sand Lars Eric Sæther Quincy Douglas Steffen Kjønnås                      | 3:07,65    |
| 7     | Schweden       | Joni Jaako Andreas Mokdasi Thomas Nikitin Fredrik Johansson                      | 3:07,73    |

## Finale
| Platz | Staffel        | Besetzung | Zeit (min) |
| ----- | -------------- | --- | ---------- |
| 1     | Frankreich     | Leslie Djhone (Finale) Ydrissa M’Barke Naman Keïta Marc Raquil (Finale) im Vorlauf außerdem: Brice Panel Abderrahim El Haouzy | 3:01,10    |
| 2     | Großbritannien | Robert Tobin Rhys Williams Graham Hedman Timothy Benjamin                                                                     | 3:01,63    |
| 3     | Polen          | Daniel Dąbrowski Piotr Kędzia Piotr Rysiukiewicz Rafał Wieruszewski (Finale) im Vorlauf außerdem: Marcin Marciniszyn          | 3:01,73    |
| 4     | Deutschland    | Kamghe Gaba Florian Seitz Ruwen Faller Bastian Swillims                                                                       | 3:02,85    |
| 5     | Ukraine        | Olexij Ratschkowskyj Andrij Twerdostup Witalij Dubonossow Jewhen Sjukow                                                       | 3:04,33    |
| 6     | Rumänien       | Vasile Boboş Florin Suciu Cătălin Câmpeanu Ioan Vieru                                                                         | 3:04,53    |
| 7     | Russland       | Konstantin Swetschkar Jewgeni Lebedew Alexander Larin Wladislaw Frolow (Finale) im Vorlauf außerdem: Iwan Busolin             | 3:04,73    |
| 8     | Spanien        | David Melo David Testa Salvador Rodríguez Santiago Ezquerro                                                                   | 3:04,98    |
| 9     | Irland         | Paul McKee Brian Doyle David Gillick David McCarthy                                                                           | 3:05,57    |

13. August 2006, 17:10 Uhr
Leslie Djhone und Naman Keïta gehörten bereits 2002 zur damaligen französischen Bronze-Staffel. Marc Raquil wurde mit Djhone und Naman Keïta im Jahr darauf Weltmeister. Raquil und Djhone hatten hier in Göteborg Einzelmedaillen im 400-Meter-Lauf gewonnen. Angesichts dieser Ausgangssituation war die größte Überraschung, dass der Sieg für die Franzosen nicht deutlicher ausfiel. Raquil lieferte sich mit dem Polen Rafał Wieruszewski auf einem Großteil der gesamten Schlussrunde ein packendes Duell, ehe der Franzose sich auf der Zielgeraden lösen konnte. Kurz vor dem Ziel zog dann auch noch Timothy Benjamin am Polen vorbei. Dessen Landsmann Piotr Rysiukiewicz stand bereits zum vierten Mal im Staffelfinale von Europameisterschaften. Nach Silber 1998 konnte er nun seine zweite Medaille gewinnen.

## Videolink
- Finala de 4X400M Europene Goteborg 2006, youtube.com, abgerufen am 28. Januar 2023